# Монастир святого Сімеона Шевця
30°01′51″ пн. ш. 31°16′34″ сх. д. / 30.030803° пн. ш. 31.276195° сх. д.
Монастир Святого Сімеона Шевця. У верхній частині кварталу зведено чудовий коптський православний монастир Святого Сімеона шевця (Sama’an el-Dabbagh), що складається з декількох церков і каплиць, розташованих як у окремих будівлях, так і в печерах у глибині гори.
На прямовисних стінах скельної породи вирізьблені і намальовані сцени на різноманітні євангельські та біблейські сюжети.
Тут же містяться дитячий садочок, школа і низка благочинних християнських установ.
Кафедральний собор Св. Діви Марії та Св. Сімеона є найбільшим на Близькому та Середньому Сході й може вмістити до двадцяти тисяч відвідувачів.